# Фара д'Алпаго
Фара д'Алпаго је насеље у Италији у округу Белуно, региону Венето.
Према процени из 2011. у насељу је живело 1864 становника. Насеље се налази на надморској висини од 398 м.

## Становништво
Према резултатима пописа становништва 2011. у општини је живело 2.709 становника.
| 1951. | 1961. | 1971. | 1981. | 1991. | 2001. | 2011. |
| ----- | ----- | ----- | ----- | ----- | ----- | ----- |
| 3.001 | 3.037 | 2.803 | 2.722 | 2.585 | 2.703 | 2.709 |